# Volo Aeroflot 909
Il volo Aeroflot 909 era un volo passeggeri interno da Mosca, RSFS Russa, a Erevan, RSS Armena. I piloti persero il controllo a seguito di un guasto elettrico e l'aereo si schiantò vicino a Voronež. Tutti i 111 a bordo persero la vita. È il peggior incidente nella storia di un Ilyushin Il-18.

## L'aereo
Il velivolo coinvolto era un Ilyushin Il-18, marche CCCP-75408, numero di serie 186009201. Volò per la prima volta nel 1966 ed era spinto da 4 motori turboelica. Al momento dell'incidente, l'aereo aveva accumulato 21 587 ore di volo in 9 082 cicli di decollo-atterraggio.

## L'incidente
L'aereo si trovava a 26 000 piedi (7 900 m) quando un guasto elettrico rese inutilizzabili alcuni degli strumenti dell'aeromobile, tra cui la bussola e i due giroscopi principali. Alcune persone affermarono che l'aereo poteva essersi scontrato con un aereo militare da addestramento che si era perso durante un volo notturno. Erano le 00:58 e, secondo la versione ufficiale, senza un orizzonte naturale a causa delle nuvole, l'equipaggio si confuse sull'orientamento dell'aereo e ne perse il controllo; l'Ilyushin si schiantò provocando la morte di tutti a bordo. Tuttavia, alcuni esperti affermarono che era difficile credere che un equipaggio così esperto potesse aver perso il controllo in queste circostanze. Alcuni rapporti mostrano che sette occupanti erano morti dopo l'impatto.